# Willy Taminiaux
Willy Taminiaux (ur. 17 grudnia 1939 w Écaussinnes-d’Enghien w gminie Écaussinnes, zm. 22 grudnia 2018 w La Louvière) – belgijski samorządowiec i nauczyciel, senator, przewodniczący Parlamentu Francuskiej Wspólnoty Belgii (1999–2000) i Parlamentu Walońskiego (2004).

## Życiorys
Z zawodu nauczyciel, w 1958 ukończył École normale w Morlanwelz. Od 1958 pracował w szkole w Houdeng-Gœgnies, później nauczyciel i od 1979 dyrektor szkoły specjalnej w La Louvière. Zaangażował się w działalność walońskiej Partii Socjalistycznej. Od 1989 do 2006 członek rady, a od 2000 do 2006 burmistrz La Louvière, kierował także federacją gmin i miast Walonii. W latach 1985–1995 zasiadał w Senacie jako kandydat wybierany bezpośrednio, równocześnie był delegowany do Parlamentu Regionu Walońskiego oraz Parlamentu Francuskiej Wspólnoty Belgii (od 1992 do 1994 jako wiceprzewodniczący). Zajmował stanowiska w rządzie Walonii jako minister spraw społecznych, zdrowia i mieszkalnictwa (1994–1999) oraz w rządzie wspólnoty francuskiej jako minister młodzieży i służby cywilnej (2000–2001). Po podniesieniu rangi Parlamentu Walońskiego ponownie był jego członkiem w latach 1995–2005; w tych samych latach wybierany do legislatywy FWP (kierował nim od lipca 1999 do kwietnia 2000). Od czerwca do lipca 2004 tymczasowo kierował Parlamentem Walońskim, następnie był jego wiceprzewodniczącym do rezygnacji w roku 2005.